# Stora Fjället
Stora Fjället är ett naturreservat i Karlsborgs kommun i Västra Götalands län.
Området är skyddat sedan 2013 och omfattar 207 hektar. Det utgörs av ett stort skogsområde, 9 kilometer norr om Karlsborg, strax väster om Granvik i Tivedens utkanter.
Reservatet präglas av gammal hällmarkstallskog med insprängda mossar och bäckar. Topografin är starkt kuperad med högsta punkt på själva Stora Fjällets topp ca 215 m ö.h. Fyra mindre sjöar finns i området. Den kuperade terrängen ger många storslagna vyer med bl.a. utsikt i öster över Vätterns vatten. Inom området har man funnit brandlöpare, blå praktbagge och tretåig hackspett. Hotade och rödlistade arter som vedtrappmossa, blåsäcksmossa, samt stubbtrådsmossa växer i området.
Vandringsleden Granviksleden går genom den östra delen av naturreservatet.